# César Fonte
César Fonte (nasceu a 10 de Dezembro de 1986) é um ciclista profissional português.
Como ciclista profissional, César Fonte tem corrido sempre com o Gaia Clube de Ciclismo, actualmente conhecida como Efapel-Glassdrive devido a questões de patrocínio. Tem participado regularmente na Volta a Portugal em Bicicleta desde que é profissional, tendo, em 2012, César Fonte alcançado a sua primeira vitória nesta que é a maior prova velocipédica portuguesa, na 2ª etapa.